# Ramirez (vrachtwagen)
Ramirez is een voormalig vrachtwagenmerk uit Mexico.
Ramirez was een van de bekendste vrachtwagenmerken uit Mexico. Aanvankelijk maakte het bedrijf alleen opleggers maar door de steeds groter wordende vraag begon het na verloop van tijd met de productie van trekkers. Voor de bouw van de vrachtwagens werden veel onderdelen gebruikt van Amerikaanse vrachtwagenmerken, onder andere Rockwell en Spicer. Rond de jaren 50 bracht het merk zijn eerste uitvoeringen op de markt: een 4x2 en een 6x6 trekker. Beide trekkers hadden een maximaal laadvermogen van 54,5 ton.